# Werner Rolevinck

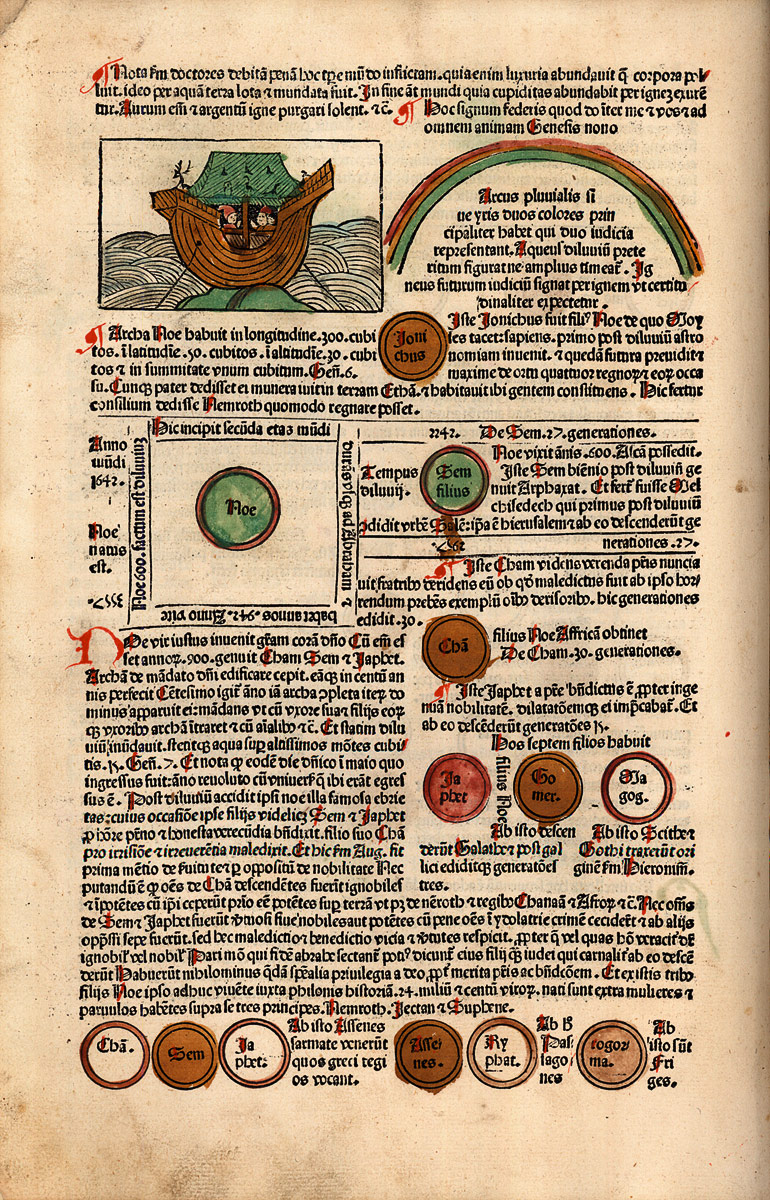
page du Fasciculus temporum de Rolewink, Cologne vers 1483

Werner Rolevinck ou Rolewinck (né en 1425 à Laer et mort en 1502 à la chartreuse de Cologne), est un chartreux allemand, auteur d'ouvrages de spiritualité, d'exégèse et d'histoire.

## Biographie
Werner Rolevinck naît à Laer près d'Horstmar comme fils aîné d'un fermier aisé, Johann Schulte Rolevinck, qui a les moyens de lui financer des études supérieures. En 1443-1444, Werner Rolevinck poursuit ses études à la faculté de droit de Cologne, puis entre le 6 novembre 1447 à la chartreuse de Cologne (placée sous le vocable de sainte Barbe ou sainte Barbara). Il y côtoie Pierre Blomevenna, Heinrich von Dissen et Heinrich von dem Birnbaum. Il y demeure jusqu'à sa mort en 1502 due à une épidémie de peste. Il laisse une cinquantaine d'ouvrages de prédication, d'histoire et d'exégèse biblique, écrits selon la scolastique médiévale et transmis par bribes par les érudits de la Renaissance humaniste. Ses œuvres les plus connues sont le Fasciculus temporum, suivi de De laude antiquae Saxoniae nunc Westfaliae dictae.
Le Fasciculus temporum est un traité d'histoire universelle, rédigé de manière simple et peu scientifique, mais qui eut un extraordinaire succès populaire à son époque. Il a été traduit et a connu cinquante éditions (quarante éditions de son vivant) atteignant cent mille exemplaires. Il a écrit aussi le Bauernspiegel (Libellus de regimine rusticorum). C'est un aperçu approfondi de l'histoire sociale des paysans de la fin du Moyen Âge. Il met l'accent sur la condition des hommes égaux devant Dieu et égaux face à la mort. Il met en avant aussi la fraternité des hommes par rapport au Christ. Le paysan est pour lui un ami et un collaborateur de Dieu, Père de l'humanité. Le Fils de Dieu a choisi pendant sa vie sur terre les fruits du travail des hommes, le pain et le vin, pour en faire la matière de sa présence mystique dans l'Eucharistie. 
De laude antiquae Saxoniae nunc Westfaliae dictae (en allemand Zum Lobe Westfalens, des alten Sachsenlandes) est le deuxième ouvrage d'importance de Rolevinck. Il décrit les grands aspects que prend la Westphalie. Cet ouvrage est l'un des plus anciens dont le sujet est l'histoire culturelle d'une campagne allemande et a connu de nombreuses éditions jusqu'à aujourd'hui.
Son Fasciculus temporum a été traduit en français en 1495 par Pierre Desrey (imprimé à Genève) sous le titre Les Fleurs et manières des temps passés et des faitz merveilleux de Dieu...

## Œuvres
- Quaestiones duodecim notabilis, Arnold ter Hoernen, Cologne, vers 1472
- Fasciculus temporum, Nikolaus Götz, Cologne, vers 1473
- De contractibus. Arnold ter Hoernen, Cologne, vers 1475 (Lire en ligne)
- De forma visitationum monasticarum. Arnold ter Hoernen, Cologne, vers 1475 (Lire en ligne)
- Fasciculus temporum. Jan Veldener, Louvain, 1475
- Paradisus conscientiae, 1475
- Quaestiones theologicae duodecim, 1475
- Fasciculus temporum. Konrad Winters, Cologne, 1476
- De fraterna correctione. Arnold ter Hoernen, Cologne, vers 1477 (Lire en ligne)
- De regimine rusticorum. Arnold ter Hoernen, Cologne, 1477-1484
- Fasciculus temporum. Heinrich Quentell, Cologne, 1479
- Fasciculus temporum. Heinrich Quentell, Cologne, 1479
- Fasciculus temporum. Heinrich Quentell, Cologne, 1480 (Lire en ligne)
- Fasciculus temporum. Johann Prüss, Strasbourg, 1487
- De regimine rusticorum. Johann von Paderborn, Louvain, pas avant 1484, ni après 1487
- Sermo in festo praesentationis beatissimae Mariae virginis. Arnold ter Hoernen, Cologne, 1470
- Burkhard Gotthelf Struve (éd.): Fasciculus temporum omnes antiquorum. In: Rerum Germanicarum Scriptores, vol. 2, 3. éd., Ratisbonne, 1726, pp. 397-575 (d'après éd. de 1584)

Éditions et traductions contemporaines
- Hermann Bücker (Hrsg.): Werner Rolevinck 1425–1502: Ein Buch zum Lobe Westfalens, des alten Sachsenlandes. Der Text der lateinischen Erstausgabe vom Jahre 1474 mit deutscher Übersetzung. 2. Auflage. Aschendorff, Münster 1982
- (de) Egidius Holzapfel (Hrsg.): Werner Rolevincks Bauernspiegel. Untersuchung und Neuherausgabe von „De regimine rusticorum“. Herder, Basel, 1959
- (de) Die seelsorgliche Führung der Bauern, Freiburg i. Br., 1959

## Notes et références

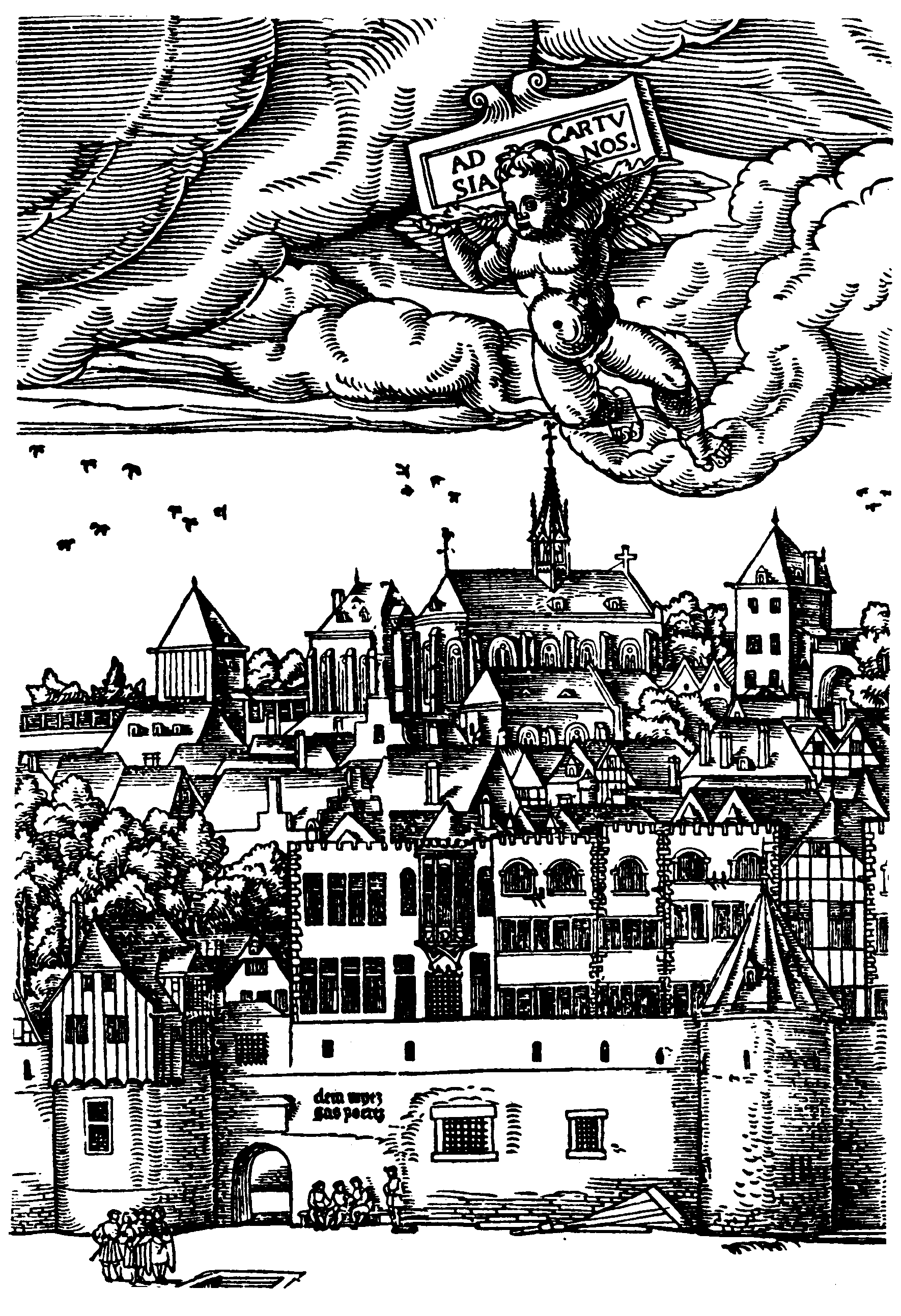
La chartreuse de Cologne en 1531